# Église Saint-Pierre de Cormainville
L'église Saint-Pierre de Cormainville est une église catholique située dans la commune de Cormainville dans le département français d'Eure-et-Loir, en région Centre-Val de Loire.

## Historique
Autrefois, l'église était à la présentation de l'abbé de Bonneval car l'abbaye Saint-Florentin possédait un prieuré à Cormainville. Une arcature murée, encore visible au sud du chœur, représenterait une ancienne communication entre l'église et le prieuré.
L'édifice est inscrit en tant que monument historique en 1927.

## Architecture
L'église de Cormainville présente la spécificité de posséder deux clochers : un mur-clocher à trois ouvertures (appelé localement campanier) au-dessus du chœur et, sur le côté nord, une tour munie de contreforts du XVIe siècle. Elle est surélevée vers 1860, la toiture classique à deux pentes laissant alors place à une flèche de charpente.
L'ensemble du bâtiment se signale parmi les églises rurales du canton par la qualité de la pierre et de l'appareillage. La nef possède actuellement une voûte de briques datant du XIXe siècle ; mais, au-dessus, règne une charpente, assez bien conservée, remontant au XVIIe et peut-être au XVIe siècle. Le comble du chœur semble plus ancien encore et date peut-être du XVe siècle.

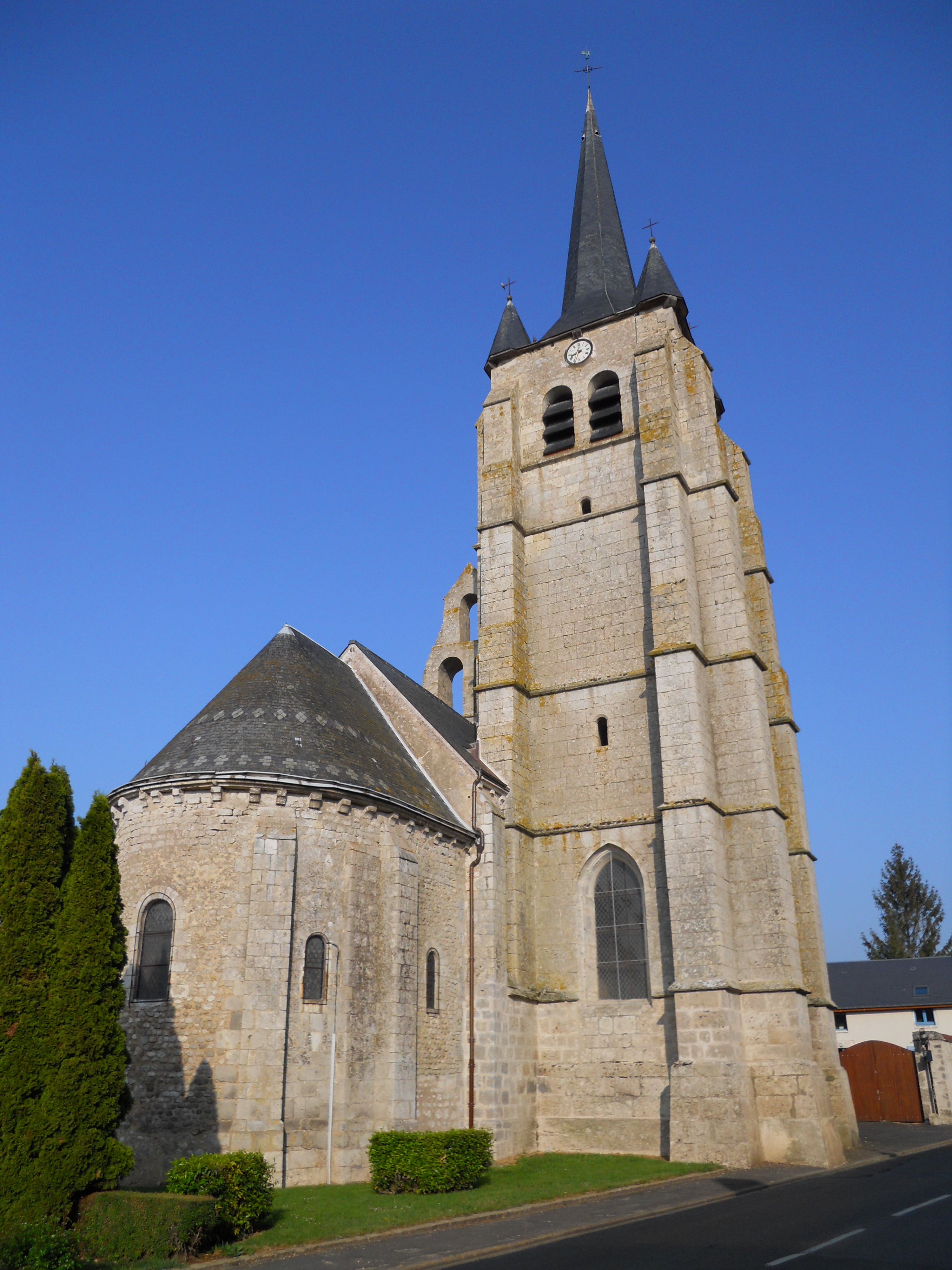
Tour et chevet.
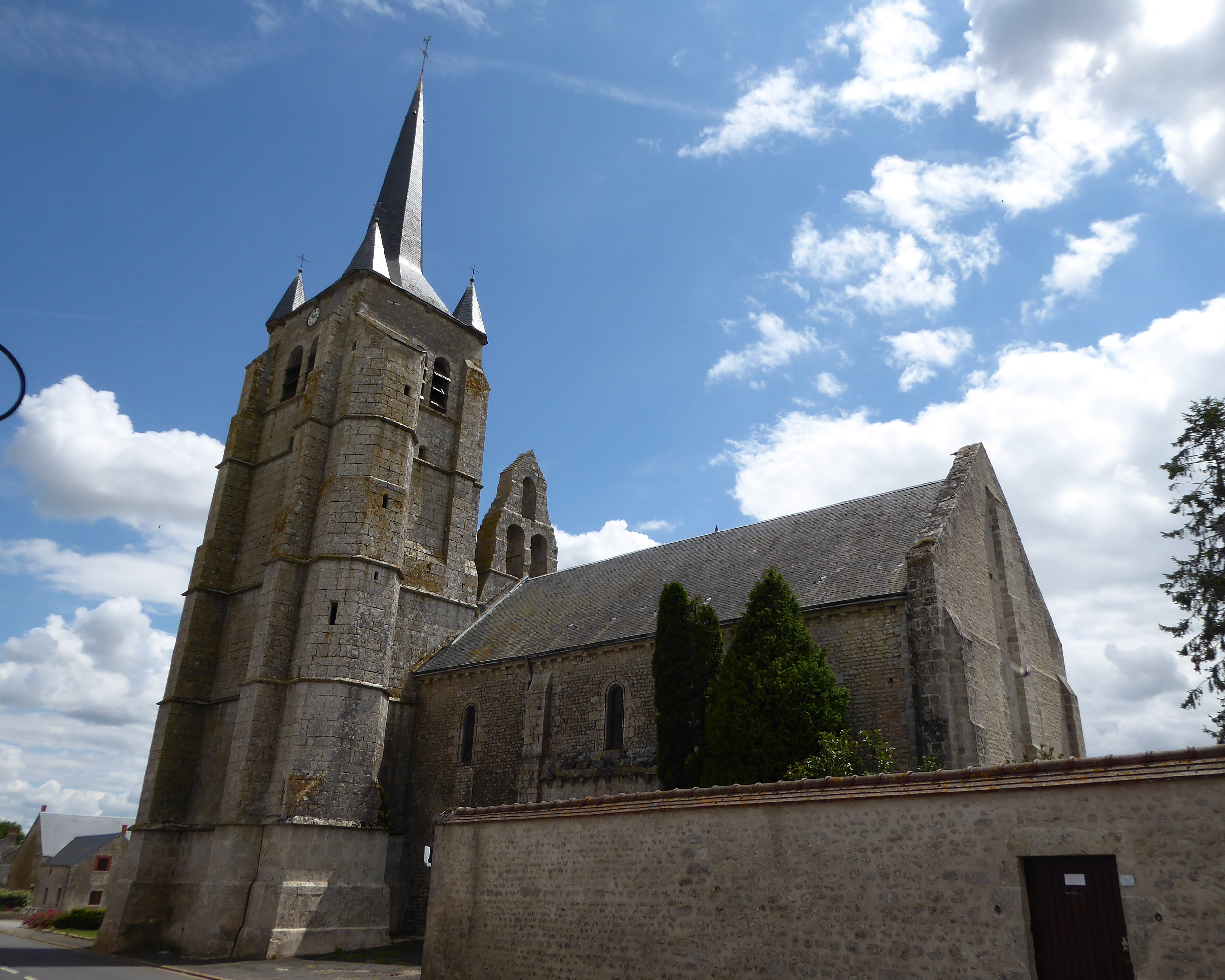
Vue nord-ouest.
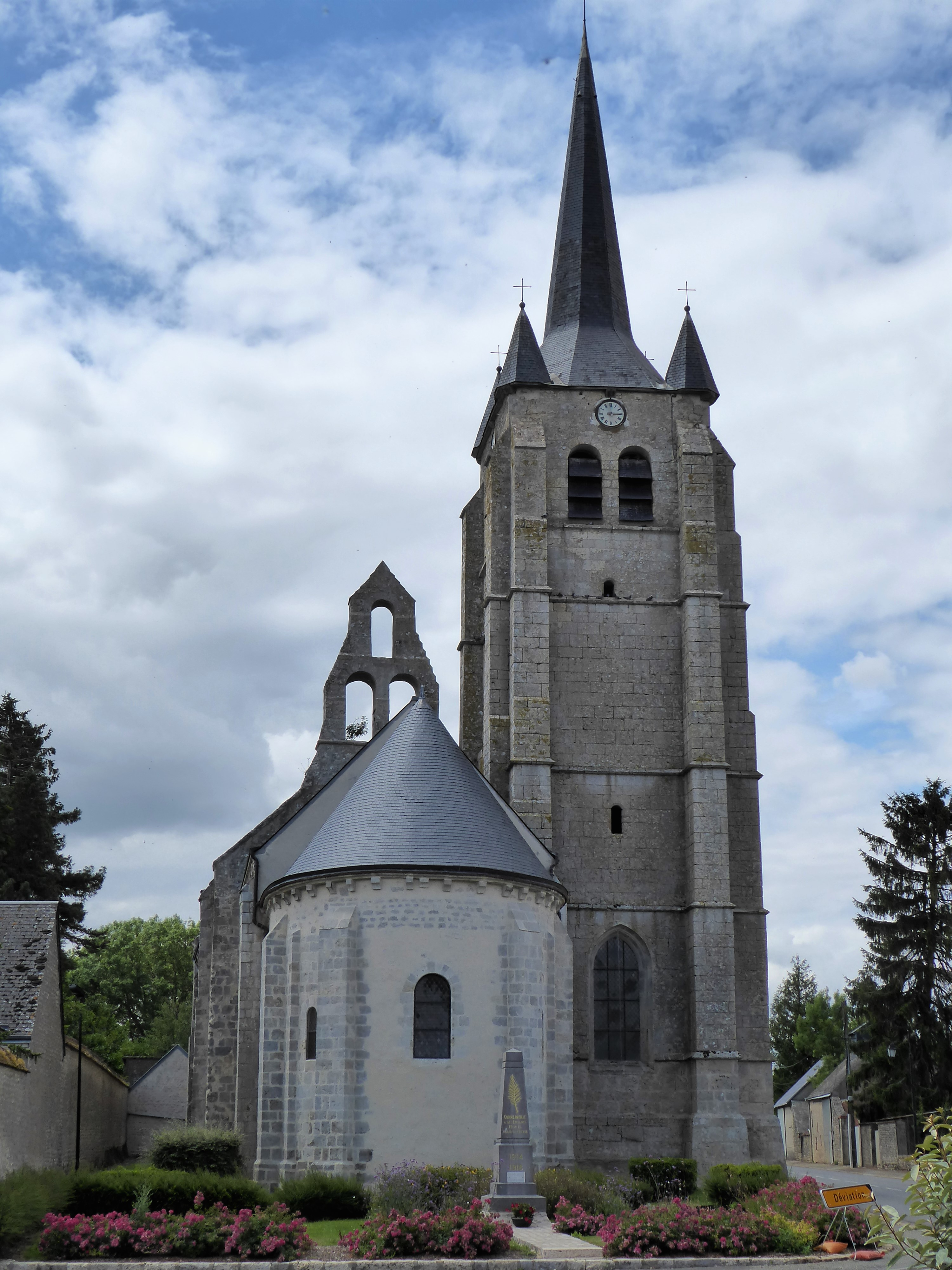
Vue est.
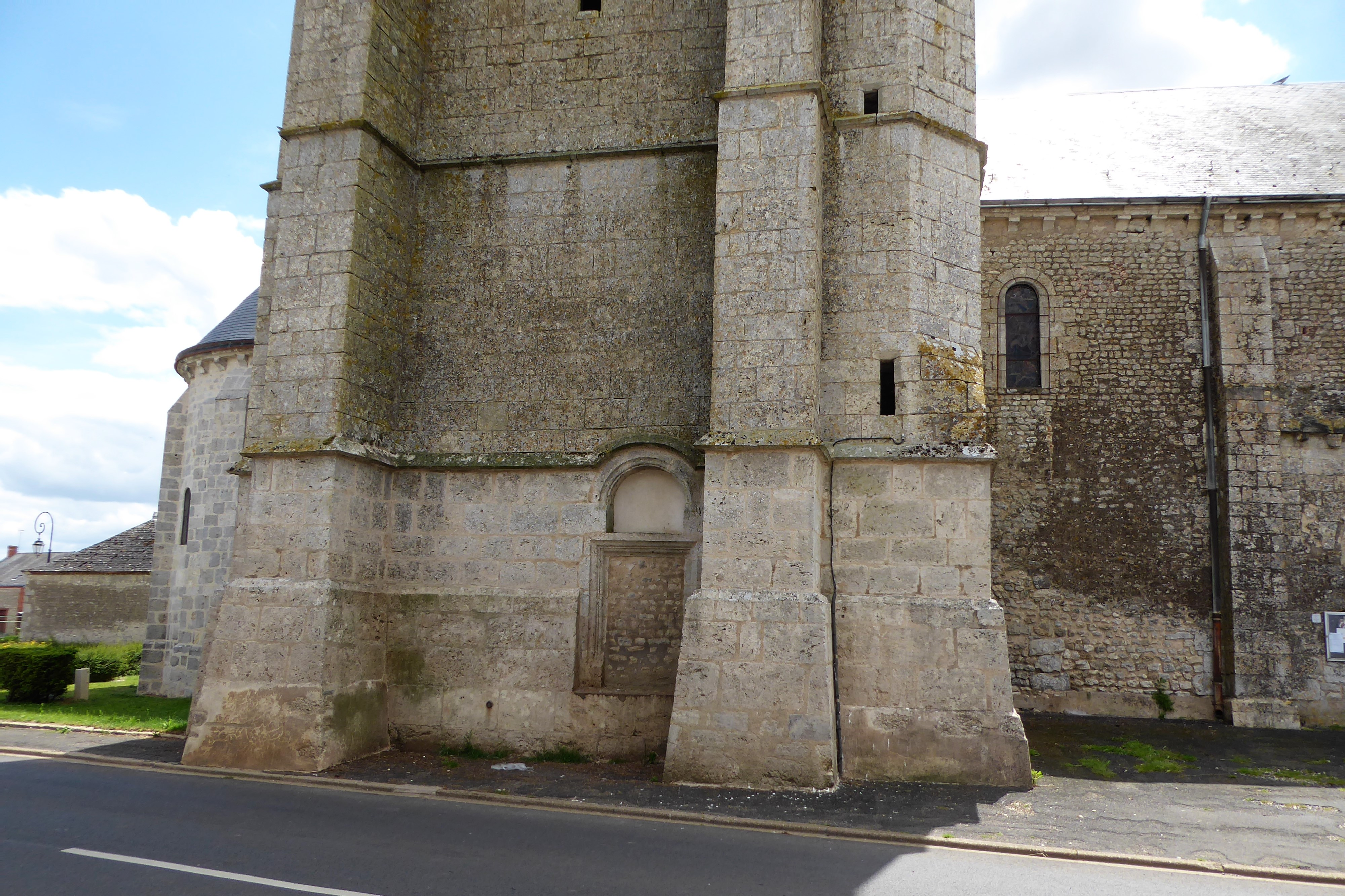
Base nord de la tour-clocher et ouvertures murées.
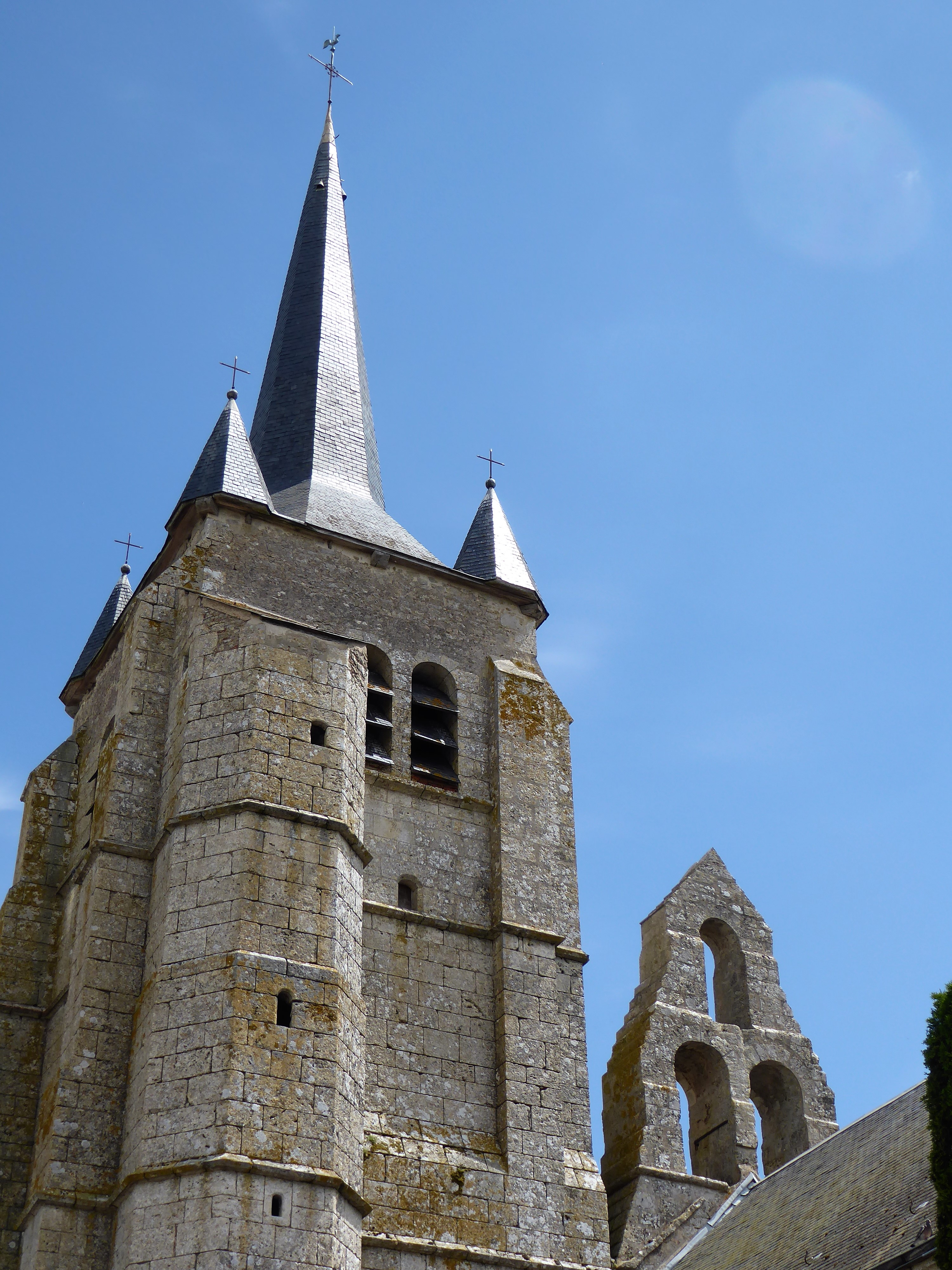
Mur-clocher clocher et clochetons.

## Mobilier
Le mobilier consiste essentiellement en un retable de bois peint, imitant le marbre. Son originalité réside dans les deux niches qui le flanquent, à gauche et à droite, et qui contiennent, au lieu des statues qu'on y attendrait, des personnages peints en trompe-l'œil, un saint Pierre aux clés et un saint Laurent, patron secondaire de la paroisse. Le tableau central a disparu : il représentait la Trinité et aurait été offert à l'église en 1715 par un bourgeois d'Orléans nommé Vincent Regnard et par sa femme.

## Paroisse et doyenné
L'église Saint-Pierre fait partie de la paroisse Saint-Martin-en-Beauce, rattachée au doyenné de Beauce du diocèse de Chartres.